# Sādhanā – Academy Proceedings in Engineering Sciences
Sādhanā – Academy Proceedings in Engineering Sciences, kurz Sadhana, ist eine wissenschaftliche Fachzeitschrift, die von der Indian Academy of Sciences (IAS) in Kollaboration mit dem Springer-Verlag herausgegeben wird.

## Geschichte
Mit ihrer Gründung durch international renommierte indische Wissenschaftler im Jahr 1934 begann die IAS mit der Herausgabe der beiden Zeitschriften Proceedings of the Indian Academy of Sciences, Section A und Proceedings of the Indian Academy of Sciences, Section B. In Teil A wurden Artikel aus den Bereichen Chemie, Physik, Ingenieurwissenschaften und Mathematik publiziert, Teil B deckte die Bereiche Biologie, Biochemie und angrenzende medizinische Themen ab.
Ab dem Jahr 1978 wurde das Verlagsangebot der IAS umgearbeitet und den bereits bestehenden Journalen die spätere Zeitschrift Sādhanā als Proceedings of the Indian Academy of Sciences, Section C mit dem Schwerpunkt auf Ingenieurwissenschaften hinzugefügt. Ab 1980 bis 1983 wurde die Zeitschrift als Proceedings of the Indian Academy of Sciences, Engineering Sciences herausgegeben und 1984 in den heutigen Titel Sādhanā – Academy Proceedings in Engineering Sciences umbenannt.

## Journaltitel
Als Titel des Periodikums wählte der Herausgeber das Sanskritwort Sādhanā (in Sanskrit: साधन), das in etwa „Mittel, um etwas zu erreichen“ bedeutet. Der Begriff stammt aus der Religionsphilosophie und findet sich im Hinduismus und im Buddhismus.

## Beschreibung und Inhalte
Bei seiner Gründung 1978 erschien das Journal vierteljährlich, ab 1993 zweimonatlich und seit 2016 monatlich. Es wird in englischer Sprache herausgegeben. Die online-Version erscheint kontinuierlich. Alle Inhalte sind ab Jahrgang 1 (1978) kostenfrei über die Internetseite des Journals bei der IAS als PDF einsehbar.
In der Zeitschrift erscheinen Forschungs- und Übersichtsartikel sowie Kurzmitteilungen aus allen Bereichen der Ingenieurwissenschaften. Die Forschungsartikel durchlaufen zur Qualitätssicherung das Peer-Review-Verfahren (Begutachtung von wissenschaftlichen Texten). Laut Herausgeber liegt ein besonderer Schwerpunkt des Journals auf Beiträgen mit direktem Bezug zur Situation in Indien.
Die drei Chefredakteure der Zeitschrift sind J. H. Arakeri (Mechanical Sciences) und K. V. S. Hari (Electrical Sciences), beide vom Indian Institute of Science (IIS) in Bengaluru, sowie R. K. Shyamasundar (Computer & Data Sciences) vom Indian Institute of Technology Bombay in Mumbai.

## Impact Factor
Der Impact Factor von Sādhanā beträgt laut dem mitherausgebenden Springer-Verlag 1,6 für das Jahr 2022, im Fünfjahresmittel lag er ebenfalls bei 1,6.

## Chefredakteure von Sādhanā
- J. H. Arakeri, K. V. S. Hari, R. K. Shyamasundar (2019– )
- N. Viswanadham (2013–2018)
- S. M. Deshpande (2011–2012)
- R. N. Iyengar (2008–2010)
- V. S. Borkar (2006–2007)
- G. Prathap (1999–2005)
- ? (1992–1998)
- R. Narasimha (1978–1991)